# Fédération internationale des travailleurs du textile, de l'habillement et du cuir
 (août 2023).
La Fédération internationale des travailleurs du textile, de l'habillement et du cuir (FITTHC) ((en) International Textile, Garment and Leather Workers' Federation (ITGLWF)) est une fédération syndicale internationale. Elle rassemble les travailleurs du textile et de l'habillement.
Elle fut fondée en 1970. Son président était Manfred Schallemeyer (britannique) et son siège était à Bruxelles. Elle s'est dissoute en 2012 et a fondé avec la Fédération internationale des syndicats de travailleurs de la chimie, de l'énergie, des mines et des industries diverses et la Fédération internationale des organisations de travailleurs de la métallurgie, la nouvelle fédération internationale IndustriALL global union avec siège à Genève.